# Red Grammer
Robert Crane "Red" Grammer, mer känd som Red Grammer, född 28 november 1952 i East Orange, New Jersey, är en amerikansk sångare och låtskrivare. Han är far till Andy Grammer som också är sångare och låtskrivare.